# Henry Hallam
Pour les articles homonymes, voir Hallam.
Henry Hallam, né le 9 juillet 1777 à Windsor et mort le 21 janvier 1859 à Bromley, est un lord, avocat de formation, historien du Moyen Âge, de la littérature européenne et de la Constitution anglaise. Il est le père du poète Arthur Hallam.

## Biographie
Fils unique de John Hallam, chanoine de Windsor et doyen de Bristol, Henry Hallam poursuivit ses études à Eton puis obtint son diplôme à Christ Church (Oxford), en 1799. Il mena pendant quelques années une brève carrière d'avocat dans le "circuit" d'Oxford.  À la mort de son père, en 1812, Henry hérita et se retira dans le Lincolnshire, où il se livra tout entier à ses passions littéraires.
Sa première œuvre : La Vue de l'État de l'Europe pendant le Moyen Âge fut publié en  1818 par la  Revue d'Édimbourg, tenue par ses amis politiques, les Whigs.
Henry devint par suite un des rédacteurs principaux de cette revue. Il y publia le Tableau de l'Europe au Moyen Âge; en 1827, ainsi que l'Histoire constitutionnelle de l'Angleterre.  En 1830, il reçut la médaille d'or de l'histoire, fondée par George IV. En 1838-1839 parut son Introduction à la littérature de l'Europe dans le 15e, et 17e et 16e siècles.
Ces ouvrages, fruits de recherches profondes, et écrits avec méthode et élégance, obtinrent un légitime succès, et furent immédiatement traduits en français (par Guizot et Borghers) ; ces trois œuvres, sur lesquelles repose la renommée d'Hallam, prennent une grande place dans la littérature anglaise et n'ont jamais été  sérieusement remis en cause jusqu'au XXe siècle. En 1843, Henry Hallam édita un volume de notes supplémentaires à "La Vue de l'État de l'Europe pendant le Moyen Âge".

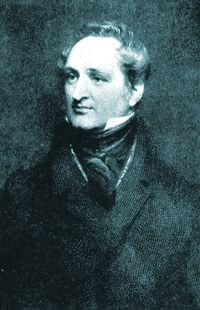
Arthur Henry Hallam

Son fils aîné, Arthur Henry Hallam, grand ami du célèbre poète Alfred Tennyson, mourut en 1833 à l'âge de vingt-deux. Hallam publia en 1834, Les vestiges en prose et en vers d'Arthur Henry Hallam, avec une esquisse de sa vie. En 1850, son second fils, Henry Hallam Fitzmaurice, décéda à son tour. En 1852, Henry Hallam publia une sélection de ses essais littéraires sur les personnages de la littérature européenne. Hallam eut la douleur de survivre encore longtemps à ses enfants à son épouse. Membre de la Royal Society depuis le 8 mars 1821, Hallam était un des directeurs du British Museum. Il était associé de l'Institut de France, où son éloge fut prononcé par François-Auguste Mignet, en 1862. Élu le 23 novembre 1833, correspondant de l’Académie des sciences morales et politiques, section d’histoire générale et philosophique ; associé étranger le 27 janvier 1838, en remplacement de Frédéric Ancillon (1766-1837), il est remplacé à sa mort par Leopold von Ranke.

## L'œuvre de l'historien

### Détail des publications
- Le Moyen Âge décrit par  Hallam se présente comme une série de mémoires historiques, à la façon d'une enquête philosophique, du Ve au XVe siècle. Ce travail se compose de neuf chapitres. L'histoire de France, d'Italie, d'Espagne, d'Allemagne, de Grèce et des empires sarrasins, est suivi par l'exposé des institutions du Moyen Âge, de la féodalité, du système ecclésiastique, et du système politique de l'Angleterre. Le dernier chapitre dresse l'état général de la société, du commerce, des mœurs et de la littérature au Moyen Âge. C'est un livre d'introduction au traitement plus détaillé qu'Hallam expose dans ses œuvres ultérieures.
- L'histoire constitutionnelle de l'Angleterre  prolonge le précédent à partir d'Henri VII, et jusqu'à George III. Hallam avait interrompu son travail afin de ne pas effaroucher les préjugés de ses contemporains sur la politique de son époque. En dépit de sa prudence, La Revue trimestrielle (1828)  et Robert Southey lui firent le reproche d'être un partisan décidé, ratissant des calomnies depuis longtemps oubliées et mille fois enterrées,afin d'accabler d'opprobre les institutions établies du pays et ceux qui les ont soutenues.
- L'Introduction à la littérature de l'Europe continue ses enquêtes précédentes.

Dans le premier chapitre, Hallam dresse l'état de la littérature en Europe jusqu'à la fin du XIVe siècle. À savoir, la disparition du savoir antique qui a suivi la chute de l'empire romain et la montée du christianisme, la préservation de la langue latine dans les cérémonies de l'église, et la lente renaissance des lettres, qui a commencé à se manifester peu de temps après le VIIe siècle. À partir du XVIe siècle, l'inflation des publications oblige Hallam à classer ses sujets. Pour la période 1520-1550, il distingue la littérature ancienne, la théologie, la philosophie spéculative et la jurisprudence, la littérature de goût, et la littérature scientifique. La poésie et le théâtre forment des chapitres distincts. Parfois, le même auteur est évoqué sur plusieurs chapitres ; ainsi, Shakespeare, Grotius, Francis Bacon et Thomas Hobbes apparaissent dans une demi-douzaine des endroits différents. Cela lui a été reproché.
L'histoire des institutions, des universités et des académies, et celle des grands mouvements populaires, comme la Réforme, sont quant à elles évoquées au travers de leurs productions littéraires. Toutefois, quoiqu'il soit souvent catalogué comme un historien «philosophique», Hallam présente généralement peu de goût pour ce genre de sujets. Il se montre bien plus compétent en Droit, en Sciences, en Théologie, en Mathématiques comme en Poésie ou en Métaphysique, où se détournant de la simple curiosité, il est rarement tenté de faire étalage de son érudition. On note particulièrement une remarquable étude sur François Viète, où Hallam s'inspire des récentes découvertes de Joseph Fourier et de Michel Chasles. Néanmoins, Hallam est un philosophe, dans la mesure  où il fixe son attention sur les processus, les institutions, les résultats, davantage que sur les personnages historiques. Sa conception de l'histoire embrasse l'ensemble du mouvement de la société. Les batailles et le sort des rois sombrant dans l'insignifiance devant la tâche immense qu'il s'assigne :

« Nous pouvons retracer la généalogie des princes, (...) remplir le catalogue des villes assiégées et les provinces désolées, décrire, l'apparat des sacres et de fêtes, mais nous ne pouvons pas récupérer la véritable histoire de l'humanité. »

### Hallam moraliste
Opposé au scepticisme en philosophie, à l'athéisme, et la démocratie en politique, Hallam est un parfait libéral pour l'époque...  Et il en va de même constitutionnellement. Des réflexions mélancoliques sur la nature humaine et la société politique parsèment ses écrits. Hallam y montre sa répugnance envers les théories qui prétendent  balayer d'un seul mouvement toute la société, ou brasser un éventail de périodes différentes. Ces généralisations abstraites, oubliant le caractère individuel lui sont étrangères. Par contre-coup, il s'oppose à l'utilisation de statistiques parce qu'elles favorisent la tendance à considérer tous les hommes comme mentalement et moralement égaux. Plus profondément, Hallam prend soin de donner son point de vue en homme cultivé et non pas en spécialiste. Montaigne est, pour lui, le premier auteur français qu'un gentleman anglais devrait avoir honte de ne pas avoir lu.

## Sources
- (en) Texte de Macaulay dans la revue d'Histoire constitutionnelle
- (en) Texte de l'Encyclopédie Britannique
- Dictionnaire universel d'histoire et de géographie (Bouillet et Chassang)
- (fr)  Henry Hallam : Histoire de la littérature de l'Europe (1839)
- (en) Henry Hallam : Histoire de la littérature de l'Europe
- (en) Henry Hallam : The constitutional history of England (1862 reprint)
- (fr) Henry Hallam, traduction A.R. Borghers : Précis de l'histoire de la constitution d'Angleterre (1827)
- Henry Hallam : L'Europe au Moyen Âge, Volume 2 (1858)